# Cerveteri bianco secco
Il Cerveteri bianco secco è un vino DOC la cui produzione è consentita nelle province di Roma e Viterbo.

## Caratteristiche organolettiche
- colore: giallo paglierino più o meno intenso.
- odore: vinoso, gradevole e delicato.
- sapore: secco, pieno, armonico.

## Produzione
Provincia, stagione, volume in ettolitri
- Roma  (1990/91)  32535,0
- Roma  (1991/92)  33186,1
- Roma  (1992/93)  27426,23
- Roma  (1993/94)  33584,9
- Roma  (1994/95)  23325,48
- Roma  (1995/96)  26623,4